# Marzenia do spełnienia
Marzenia do spełnienia – polska telenowela w reżyserii Magdaleny Łazarkiewicz. Serial produkowany był i wyświetlany w TVP1 od 5 marca 2001 do 24 lutego 2002. Serial po dwóch seriach zniknął z anteny, nie odbijając się szerokim echem wśród publiczności.

## Główni bohaterowie
- Adam Hanuszkiewicz − Adam Winter
- Magdalena Dąbrowska − Magda Lisowska
- Marcin Brzozowski − Marcin Pawelczyk
- Ewa Telega − Anna Bielorz-Pawelczyk
- Krzysztof Wakuliński − Jerzy Pawelczyk
- Maria Pakulnis − Jowita Winter-Lisowska
- Sława Kwaśniewska − Marianna Ździebło „Mania”
- Matylda Damięcka − Matylda Pawelczyk
- Jerzy Schejbal − Tadeusz Lisowski
- Marcin Dorociński − Marek Lisowski
- Andrzej Deskur − Andrzej Pawelczyk
- Marcin Czarnik − Tomek Lisowski
- Tomasz Zaliwski − Wincenty Bielorz
- Patrycja Markowska − Patrycja Markowska

### Pozostali
- Sławomir Sulej − mechanik samochodowy
- Mirosław Kowalczyk − inspektor Witold Zubczak
- Stanisław Biczysko − lekarz Winterów
- Jacek Kałucki − docent, wykładowca Magdy
- Robert Rogalski − sąsiad Bielorza
- Krystyna Wachelko − Krycha
- Małgorzata Prażmowska − sekretarka w dziekanacie Magdy
- Małgorzata Lipmann − Beata, sekretarka Marka Lisowskiego
- Bernard Michalski
- Bogusław Sar

## Fabuła
Marzenia do spełnienia to utrzymana w pogodnym tonie historia rodzin: Pawelczyków oraz Winterów-Lisowskich. Głównym motywem sagi jest historia miłości dwojga ludzi: Magdy Lisowskiej i Marcina Pawelczyka, którzy próbują zbudować prawdziwe i szczere uczucie, którego brakowało im w poprzednich związkach. Dla Magdaleny Marcin to pierwszy mężczyzna, w którym się naprawdę zakochała. On natomiast ma na swoim koncie burzliwe związki. Rodzina Magdy niechętnie patrzy na związek córki z Marcinem. Owa niechęć ma też inne źródło, okaże się bowiem, że losy obu rodzin zbiegły się już w przeszłości, i to w dramatycznych okolicznościach.

## Odcinki
Pierwsza seria liczy 34 odcinki, trwające ok. 20 minut (emisja od 5 marca 2001 do 11 czerwca 2001). Przed emisją drugiej serii ponownie pokazano odcinki pierwszej serii, przemontowane jednak na 14 odcinków ok. 40-minutowych (emisja od 5 października 2001 do 13 stycznia 2002). Druga seria to 6 odcinków ok. 40-minutowych (emisja od 20 stycznia do 24 lutego 2002).